# Ígor Dobrovolski
Ígor Ivànovitx Dobrovolski (rus: Игорь Иванович Добровольский) és un entrenador i antic jugador de futbol. Va nàixer el 27 d'agost de 1967 a Markovo (URSS), dins de l'oblast d'Odessa a l'RSS d'Ucraïna.

## Trajectòria
Dobrovolski va viure des de jove a la ciutat de Tiraspol, a l'actual Moldàvia. Allí va donar els seus primer passos com a futbolista, fins a debutar professionalment en el FC Zimbru Chişinău. El 1986 va marxar a Moscou per jugar en el Dinamo, un dels equips forts del campionat soviètic però que portava moltes temporades sense guanyar cap títol.
Malgrat no poder posar fi a aquesta sequera, els quatre anys que Dobrovolski va romandre al Dinamo el convertiren en un futbolista consolidat al seu país. El mateix 1986, amb només dèneu anys, debutà en la selecció de l'URSS. Als Jocs Olímpics de Seül, Drobolski fou l'estrela d'un equip es penjà la medalla d'or, derrotant en la final el Brasil d'Aloísio, Mazinho, Bebeto o Romário. El davanter brasiler fou el màxim golejador del torneig amb 7 gols, un més que Dobrovolski, que va marcar en tots els partits excepte en l'inaugural. Dos anys després, amb una excel·lent generació de jugadors com ara Mostovoi o Kantxelskis, va guanyar l'Eurocopa sub-21. El rival fou la selecció iugoslava, llavors campiona del món sub-20 i base de la futura Croàcia amb jugadors com Jarni, Prosinečki, Šuker o Bokšić. El migcampista soviètic va marcar en els dos partits de la final. Aquesta brillant progressió es va coronar amb el reconeixement com a millor futbolista del seu país el 1990, el mateix any que va fixar pel Genoa CFC de la Serie A italiana.
L'evolució ascendent del jove jugador va quedar frenada a Itàlia. El Gènova era un equip amb un alt nivell a principis dels 90, present sovint en les competicions europees. Allí Dobrovolski va trobar una major competència. Després d'una temporada i mitja molt fosca, perdé fins i tot un lloc entre les places de jugadors estrangers. Sense lloc a l'equip, se li buscà una eixida amb una cessió. El CE Castelló aconseguí els seus serveis durant sis mesos per 300.000 dòlars. Malgrat que l'ambient de l'equip albinegre no era el més indicat per a la recuperació del jugador, Igor va rendir a un nivell individual considerable. Això sí, no va poder fer res per a evitar el descens a Segona divisió. El 6 de juny de 1991 va eixir il·lès d'un accident de trànsit a l'A-7 que va destrossar el seu cotxe. L'any següent marxà cedit al Servette FC, on va fer una gran temporada que feia presagiar la seva definitiva resurrecció.
La temporada 1992/93 recuperà el seu lloc al planter del Gènova, però no disposà de gaires oportunitats. Al mercat d'hivern marxà traspassat definitivament al Olympique de Marsella. L'equip francès seria aquella temporada campió de França i d'Europa, encara que les aportacions de Dobrovolski foren testimonials. Tornà llavors al Dinamo, que competia ara a la Lliga russa després de la dissolució de l'URSS. Va intentar-ho novament a la lliga espanyola amb l'Atlètic de Madrid abans de romandre un any en blanc, que no li va impedir disputar l'Eurocopa d'Anglaterra. Amb vint-i-nou anys, Dobrovolski va trobar per fi l'estabilitat esportiva al Fortuna Düsseldorf, això sí, ja allunyat de l'elit futbolística. Va retirar-se novament als trenta-dos anys per a tornar posteriorment al Tiligul Tiraspol de la seua ciutat adoptiva

### Internacional
La carrera de Dobrovolski a les competicions internacionals fou més destacada que no pas les dels seus clubs. Fou un jugador importantíssim per a la selecció soviètica i la russa durant més d'una dècada. Després d'aconseguir els èxits amb el combinat sub-20 i olímpic, Dobrovolski esdevingué, amb poc menys de vint anys, una de les referències de l'absoluta. Participà en el Mundial d'Itàlia '90, on disputà els tres partits com a titular.
Pels temps que li tocaren viure, Dobrovolski és dels pocs jugadors que ha disputat tres grans tornejos futbolístics (1 Mundial i 2 Eurocopes) amb tres seleccions distintes. El 1992 es creà la selecció de futbol de la CEI, que participà en l'Eurocopa '92. A la d'Anglaterra '96 acudí amb la samarreta russa, després de decantar-se per ella en comptes de la ucraïnesa o la moldava. Dos anys després disputà encara el seu darrer partit internacional.

### Entrenador
Dobrovolski va fer d'entrenador-jugador durant la darrera etapa al CS Tiligul-Tiras Tiraspol, de la Primera divisió moldava.
Posteriorment, va ser triat com a seleccionador de Moldàvia amb vistes a l'Eurocopa '08. Els resultats foren prou satisfactoris, superant al Grup C a Malta i Hongria i només un punt per sota de Bòsnia. Aquesta actuació li valgué la concessió del premi al tècnic moldau de 2007 i la renovació per a la fase de classificació del Mundial 2010. En acabar aquesta, l'octubre de 2009, amb uns resultats força pitjors va renunciar a continuar en el càrrec.
A la temporada 2010/11 entrenà al FC Dacia Chişinău, guanyant a la primera temporada el títol de la Lliga moldava de futbol per primera vegada en la història del club i trencant amb els 10 triomfs seguits del FC Sheriff Tiraspol. Les dos temporades següents l'equip acabà subcampió. En octubre de 2013 fitxa pel FC Veris Chişinău, el qual ha arribat a la Primera divisió moldava en tan sols dos anys d'existència. Va deixar l'equip en mars de 2014, poc abans de finalitzar la lliga, on va quedar 3r i va classificar-se per a l'Europa League.
Després d'uns mesos sense entrenar, en gener de 2015 va ser contractat pel FC Sakhalin Yuzhno-Sakhalinsk de la Lliga Nacional de Futbol de Rússia, equivalent a la segona divisió. Dobrovolski va millorar els resultats d'un equip que marxava penúltim, però no va poder evitar el descens després de perdre 0-3 en la darrera jornada front al FC Anzhi Makhachkala. Per a la temporada 2015/16 va tornar al FC Dacia Chişinău, però va ser destituït en el mes d'agost quan l'equip era 8è. En desembre de 2015 torna a ser contractat per la Selecció moldava.

## Palmarès
- 1 Copa d'Europa: 1992/93 amb l'Olympique de Marsella.
- 1 Ligue 1: 1992/93 amb l'Olympique de Marsella.[2]
- 1 medalla d'or als Jocs Olímpics: 1988 amb l'URSS.
- 1 Eurocopa sub-21: 1988/90 amb l'URSS.
- 1 cop guanyador del Futbolista soviètic de l'any: 1990.
- 1 cop guanyador de l'Entrenador moldau de l'any: 2007.